# غرانت كلارك
غرانت كلارك (بالإنجليزية: Grant Clarke)‏ هو كاتب أغاني وملحن أمريكي، ولد في 14 مايو 1891 في آكرون في الولايات المتحدة، وتوفي في 16 مايو 1931 في كاليفورنيا في الولايات المتحدة.

## وصلات خارجية
- غرانت كلارك على موقع IMDb (الإنجليزية)
- غرانت كلارك على موقع ميوزك برينز (الإنجليزية)
- غرانت كلارك على موقع قاعدة بيانات برودواي على الإنترنت (الإنجليزية)
- غرانت كلارك على موقع أول ميوزيك (الإنجليزية)
- غرانت كلارك على موقع ديسكوغز (الإنجليزية)
- غرانت كلارك على موقع قاعدة بيانات الفيلم (الإنجليزية)